# Super Size Me 2: Holy Chicken!
Série
Super Size Me
(2004)
Pour plus de détails, voir Fiche technique et Distribution.
Super Size Me 2: Holy Chicken! est un film américain réalisé par Morgan Spurlock, sorti en 2017.

## Synopsis
Depuis le succès du premier documentaire de Morgan Spurlock exposant les dangers de la restauration rapide, les chaînes de fast-food ont tout fait pour changer d'image et faire croire que leurs ingrédients sont désormais sains et de meilleure qualité. Morgan Spurlock ouvre un fast-food de poulet frit pour montrer comment ces chaînes peuvent tromper leur clientèle sur la qualité réelle de leurs produits.

## Fiche technique
- Titre : Super Size Me 2: Holy Chicken!
- Réalisation : Morgan Spurlock
- Scénario : Jeremy Chilnick et Morgan Spurlock
- Musique : Jeff Meegan et David Tobin
- Photographie : David Vlasits
- Montage : Pierre Takal
- Production : Nicole Barton, Jess Wu Calder, Keith Calder, Jeremy Chilnick, Matthew Galkin, Spencer Silna et Morgan Spurlock
- Société de production : Public Domain, Snoot Entertainment et Warrior Poets
- Société de distribution : Samuel Goldwyn Films (en) (États-Unis)
- Pays :  États-Unis
- Genre : Documentaire
- Durée : 93 minutes
- Dates de sortie : 
  -  Canada : 8 septembre 2017 (festival international du film de Toronto)
  -  États-Unis : 6 septembre 2019

## Accueil
Le film a reçu un accueil favorable de la critique. Il obtient un score moyen de 61 % sur Metacritic.